# 任亮憲
任亮憲（英語：Edward Yum Liang-hsien，1979年1月11日—），祖籍廣東東莞，在香港出生長大，香港商人，香港民主派政治人物。參與過2018年香港立法會補選，但敗給區諾軒。

## 簡歷
拔萃男書院完成初中後，任亮憲轉到美國的Waubonsie Valley High School繼續完成中學課程，並於伊利諾大學取得財經系學士。在學期間他是一位活躍的辯論隊的成員。2012年初，宣布因公事繁忙、經常出差等事由，未能兼顧黨內職務，已辭去人民力量執委一職，退出人民力量。
於2014年創立AYASA Globo Financial Services Limited並兼任集團行政總裁。現為APLUS Investments 創辦人、AG Opportunity Fund SPC 董事、AGenius Productions 董事、8120.hk 獨立非執行董事。

## 專業資歷
畢業於美國伊利諾大學後，任亮憲曾在芝加哥和香港的多間金融機構從事基金及信託相關工作。曾受聘於美國及香港知名銀行及金融機構，包括：滙豐銀行、蒙特利爾銀行、高寶銀行、恆生銀行以及Old Second National Bank等，協助客戶設立達數十億美元的信託和基金。
任先生為另類投資管理協會會員及其亞太區數字資產委員會成員。任先生同時為特許財富管理行業協會的創會成員。任先生還獲頒受南加州大學美中學院的 「 公司管治：法規注意事項和影響 」 課程證書 。任先生於金融服務業的卓越成就令他獲委任為約30間香港、開曼群島、英屬處女群島等企業及基金的董事。
任亮憲同時為香港浸會大學客席講師，主講「公司管治與法規碩士」中的「基金管治」課程、香港城市大學獎學金「任亮憲國際服務學習獎」及「任亮憲經濟及金融優異生獎學金」的贊助商、書籍《虛擬貨幣基金必讀手冊》及 雜誌《港股策略王》專欄的資深財經作家。

## 政治履歷
任亮憲的父親是一二三民主聯盟創會主席兼前立法局議員任善寧。受父親薰陶，任亮憲自小已十分關心政治和民生。任亮憲曾表示，於2010年，其父（任善寧）起初不支持公民黨及社民連所發動之五區總辭，但被自己遊說後也變得支持。
2009年底，任亮憲開始經常出席由香港電台主辦的現場直播節目《城市論壇》，由於言論尖銳，與政治立場親政權的維園阿伯互相爭論，故又被稱為「維園阿哥」。另外，因為他經常穿上紅衣出席《城市論壇》，而《城市論壇》的主持也經常稱他為「紅衫仔」，所以他開始廣泛給人所認識。

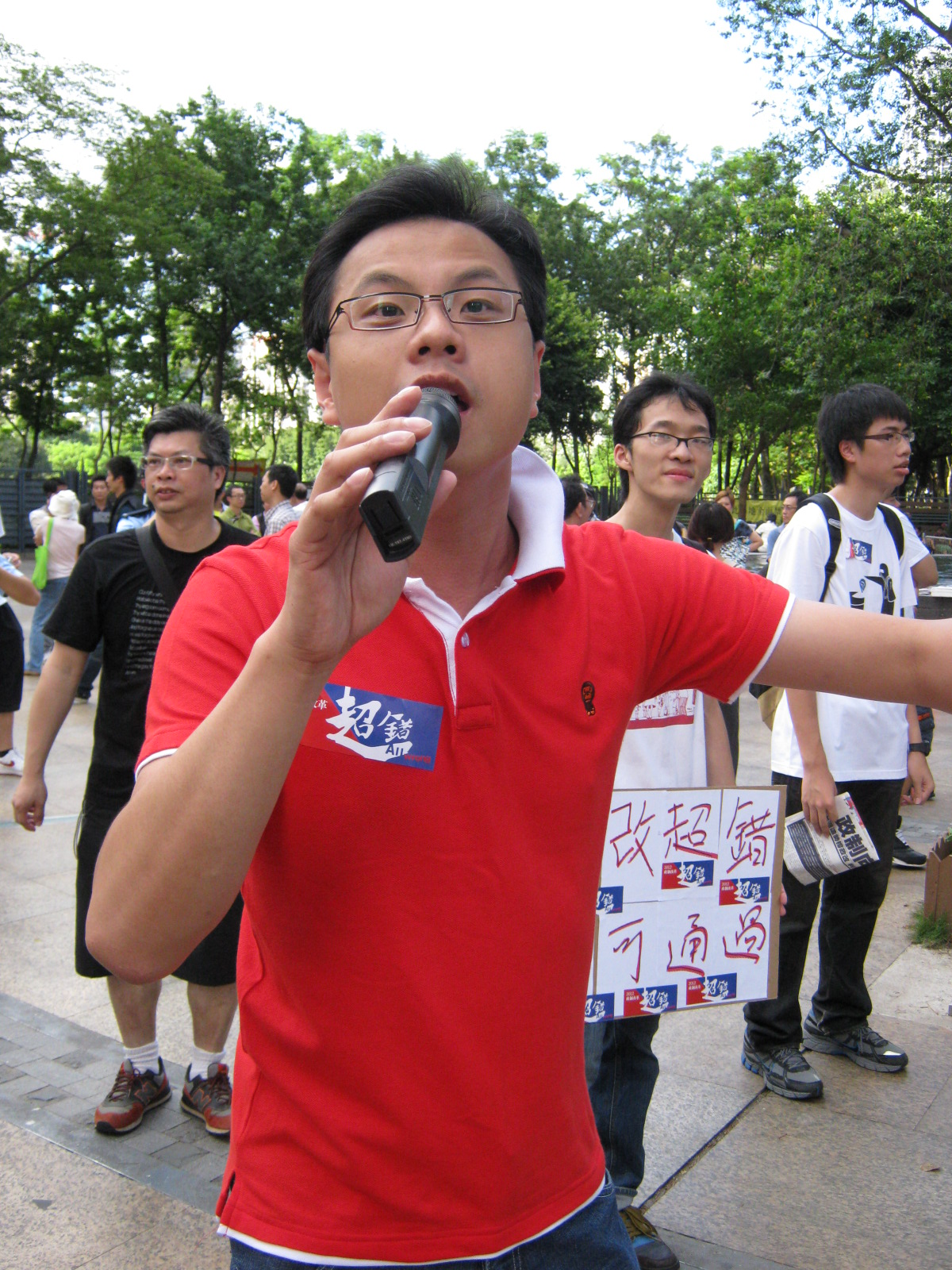
貼上「超錯」貼紙的任亮憲，當時作為社民連成員在維多利亞公園城市論壇。

2010年，任亮憲當選由香港電台舉辦的2010年度風雲人物第三位，僅排在諾貝爾和平獎得主劉曉波和中國著名維權人士趙連海之後。 及後他開始活躍於香港社運，更成為「全民發聲」及「維園行動」召集人，於2010年5月4日宣佈加入社民連，更於同年7月25日當選行政委員。2011年初，任亮憲退出社民連，夥同立法會議員黃毓民及陳偉業等人成立人民力量。
2012年，任亮憲辭去人民力量執委一職。2012年8月2日，《蘋果日報》報道，任亮憲復出，充當超級區議會參選人白韻琹的選舉顧問。2012年10月12日，《蘋果日報》再報道，任亮憲將出任謝偉俊公關。2012年12月10日，《東方日報》報道，任亮憲宣稱已退出政壇，回歸基金經理本行，專心賺錢。
2018年重返政壇，以「保兩制，拼經濟」為口號，參選2018年香港島立法會補選，誓言要為香港「中出」，結果以3580票低票落選，被沒收選舉按金。
2025年2月，任亮憲與譚香文、袁彌昌、徐家健、周顯及鄧伊楟成立智庫組織財智者言，並擔任組織發起人。

## 「活化」城市論壇
任亮憲於2009年12月20日首次於《城市論壇》亮相。事緣任亮憲在家收《城市論壇》，不滿當日嘉賓全國政協香港區委員劉夢熊所發表關於政改和功能組別的論點，任亮憲隨即從家裡跑到維多利亞公園現場出席《城市論壇》，並向劉夢熊說出「若要實現普選，就必需徹底取消功能組別」的訴求。其後幾乎每逢周日，任亮憲均會出席《城市論壇》直播，故又被稱為「維園阿哥」。由於該節目多年來也被維園阿伯長期佔據，踴躍發言的年輕觀眾不多，作風敢言的任亮憲言詞鋒利，對親建制派的言論更是一針見血，令嘉賓難以招架。任亮憲曾經在報導表示出席該活動的目的：希望把輿論的平台拿回來及捍衛言論自由。
其後任亮憲在網台My Radio主持節目《城市再論壇》。2010年，歐陽英傑創辦的網上電台AJ.hk，首次舉辦錄音節目城市再論壇。為隆重其視，兩人更邀請了港台節目城市論壇主持謝志峰講述他對该節目的心路歷程。及後，歐陽英傑等人更一步擴闊聽眾群，把原來上載到youtube 的節目搬到Myradio，每週就城市論壇的議題再做論述。

## 慈善活動
任亮憲近年熱心公益，積極參與慈善活動，包括成立寧亮慈善基金。其慈善基金舉辦過多項公益活動，包括長者盆菜宴、獨居長者探訪、兒童職場規劃體驗活動等。

## 外部連結
- 任亮憲的Facebook專頁